# Шарл Ермит
Шарл Ермит или Шарл Хермит (фр. Charles Hermite /ʃaʁl ɛʁˈmit/; Дјез, 24. децембар 1822 — Париз, 14. јануар 1901) је био француски математичар, који је допринео теорији бројева, квадратичним формама, теорији инваријантности, ортогоналним полиномима, елиптичким функцијама и алгебри. У његову част именовани су Ермитеови полиноми, Ермитеова интерполација, Ермитеова нормална форма, Ермитска матрица, Ермитска функција, Ермитски оператори и кубични Ермитски сплајнови. Први је доказао да је е трансцедентан број, а његовим методама касније је доказано да је π трансцедентан број. Био је ментор српскога математичара Михаила Петровића Аласа и Анрија Поенкареа.

## Детињство и младост
Шарлов отац је пре брака радио као инжењер у руднику соли близу Дјеза, а касније се посветио трговини текстилом а онда и уметности. Шарл је рођен као шесто од седморо деце. Када је Шарл имао око седам година цела породица се преселила у Нанси. Иако образовање деце није било на врху приоритета ипак је Шарл био добро образован. Шарл се кретао са потешкоћама због мане у десној нози. Похађао је колеџ у Нансију, а у Паризу се уписао на колеџ Анри. Током 1840-41 похађао је гимназију Луја Великога и већ тада је објавио два рада.

## Због инвалидитета му не дозвољавају да студира
Припремао се годину дана уз помоћ Ежена Шарла Каталана да би се уписао на париску Политехничку школу. Уписао се на париску Политехничку школу 1842. године. Међутим након годину дана студирања због инвалидности нису му дозволили да настави студиј. Била је то неправедна одлука, тако да су се неки утицајни људи побунили и заузели за њега, па му је одобрена наставак студија, али под стриктним условима. Пошто се Ермит није слагао са тим условима одлучио је да напусти Политехничку школу.

## Напредак
Ермит се у међувремену спријатељио са значајним математичарима. Често је посећивао Жозефа Бертрана, са чијом сестром се касније током 1848. оженио. Почео је да се дописује са Карлом Јакобијем и дошао је до значајних открића, па је Јакоби своје радове проширио са два Ермитеова рада. Око 1843. Ермите је својим идејама помогао Жозефу Лијувилу да дође до значајнога Лијувилеовога теорема. Након петогодишњега приватнога учења дипломирао је 1847, а током 1848. примљен је да ради на Политехничкој школи.

## Десетогодишњи плодан период
Значајно је допринео теорији бројева, алгебри, ортогоналним полиномима и елиптичким функцијама. Најзначајније математичке резултате открио је од 1848. до 1858. Доказао је да се двоструко периодичне функције могу представити ако квоцијенти периодичких функција. Дао је значајан допринос теорији квадратичних форми, па је након тога проучавао теорију инваријантности и нашао је закон реципроцитета повезан са бинарним формама. Захваљујућии раду на формама и инваријантностима осмислио је 1855. теорију трансформација. Изабран је 1856. у Академију наука. Током исте године преболио је богиње. Огистен Луј Коши помагао му је током болести. Под Кошијевим утицајем постао је религиозан и монархиста. Током 1858. Ермит је доказао да се алгебарска једначина петога степена може решити уз помоћ елиптичких функција.

## Професор
Током 1863. постао је испитивач на Политехничкој школи. Током 1869. изабран је за професора и на Политехничкој школи и на Сорбони. На Политехничкој школи одустао је 1876. од места професора, а положај на Сорбони задржао је до 1897. Током 1873. доказао је да је е трансцедентан број. Користећи Ермитеову методу Фердинанд фон Линдеман је 1882. доказао да је пи трансцедентан број. Умро је у Паризу 1901. године.

## Радови
Следи листа његових радова:
- "Sur quelques applications des fonctions elliptiques", Paris, 1855; Page images from Cornell.
- "Cours d'Analyse de l'École Polytechnique. Première Partie", Paris: Gauthier–Villars, 1873.
- "Cours professé à la Faculté des Sciences", edited by Andoyer, 4th ed., Paris, 1891; Page images from Cornell.
- "Correspondance", edited by Baillaud and Bourget, Paris, 1905, 2 vols.; PDF copy from UMDL.
- "Œuvres de Charles Hermite", edited by Picard for the Academy of Sciences, 4 vols., Paris: Gauthier–Villars, 1905,[7] 1908,[8] 1912[9] and 1917; PDF copy from UMDL.
- "Œuvres de Charles Hermite", reissued by Cambridge University Press. 2009.  978-1-108-00328-5..